# Tarczyk wężymord
Tarczyk wężymord (Cassida panzeri) – gatunek chrząszcza z rodziny stonkowatych i podrodziny tarczykowatych. Zamieszkuje Eurazję, od Europy Zachodniej po Wyspy Japońskie. Żeruje na różnych astrowatych.

## Taksonomia
Gatunek ten opisany został po raz pierwszy w 1907 roku przez Juliusa Weise.

## Morfologia
Chrząszcz o ciele długości od 6 do 7 mm. Grzbietowa strona ciała ma ubarwienie jasnordzawe z czerwoną, poprzeczną smugą wzdłuż tylnej krawędzi przedplecza oraz dużą, trójkątną, krwistoczerwoną plamą przy przednim brzegu pokryw, sięgającą aż na guzy barkowe. Ubarwienie spodu ciała jest natomiast czarne z żółtymi epimerami śródpiersia i bocznymi brzegami sternitów odwłoka. Głowa odznacza się wąskim, półtora raza dłuższym niż szerokim nadustkiem oraz płytką wyciętą wargą górną o gęstej, siateczkowatej rzeźbie. Kolor całych czułków jest żółty. Brzegi przedplecza i pokryw są rozpłaszczone. Kształt przedplecza nie wykazuje dymorfizmu płciowego. Powierzchnię przedplecza cechuje bardzo drobne, czasem trudne do zauważenia punktowanie. Punktowanie pokryw jest zaburzone. Na bocznych brzegach pokryw brak jest wałeczkowatych nabrzmiałości. W widoku bocznym brak jest na międzyrzędach pokryw wyraźnego owłosienia. Odnóża są w całości żółte. Stopy mają rozchylone, pozbawione ząbków przy nasadach pazurki wystające poza wieńce szczecinek na trzecich członach.

## Ekologia i występowanie
W warunkach klimatycznych Europy Środkowej owad ten preferuje stanowiska kserotermiczne. Zarówno osobniki dorosłe jak i larwy tego tarczyka są fitofagami żerującymi głównie na roślinach z rodziny astrowatych. Wśród ich roślin żywicielskich wymienia się: kozibród łąkowy, łopian większy, ostrożeń lancetowaty, ostrożeń polny, mniszek pospolity oraz wężymord niski. Postacie dorosłe obserwuje się od kwietnia do sierpnia.
Jest to gatunek palearktyczny o szerokim rozsiedleniu. W Europie znany jest z Francji, Belgii, Niemiec, Szwajcarii, Austrii, Włoch, Danii, Szwecji, Norwegii, Finlandii, Estonii, Łotwy, Litwy, Polski, Czech, Słowacji, Węgier, Białorusi, Ukrainy, Rumunii, Bułgarii, Słowenii, Chorwacji i Rosji. Dalej na wschód sięga przez Syberię i dorzecze Amur po Japonię. W Polsce jest rzadko spotykany, ale od końca XX wieku obserwuje się jego ekspansję; do 2015 roku odnotowany został już w większości krain zoogeograficznych tego państwa. Z kolei na „Czerwonej liście gatunków zagrożonych Republiki Czeskiej” umieszczony został jako zagrożony wyginięciem (EN).